# Superliga Femenina de Voleibol 2015/2016
Superliga Femenina de Voleibol 2015–2016 utspelade sig mellan 10 oktober 2015 och 30 april 2016 och var den 47:e upplagan av Superliga Femenina de Voleibol, som utser de spanska mästarna i volleyboll. I turneringen deltog 11 lag. CV Logroño vann serien för tredje gången i rad och totalt genom att besegra CV Haris i finalen..
CV Nuestra Señora de la Luz åkte ur serien. Rocío Gómez var främsta poängvinnare (412 poäng).

## Regelverk

### Format
Tävlingen bestod av seriespel följt av slutspel:
- I seriespelet mötte alla lag alla både hemma och borta.
- De fyra första gick vidare till slutspel med semifinaler och final, avgjorda i bäst av fem matcher.
- Det sista laget åkte ur serie, ner till Superliga 2.

### Metod för att bestämma tabellplacering
Om slutresultatet blev 3-0 eller 3-1 tilldelades 3 poäng till det vinnande laget och 0 till det förlorande laget, om slutresultatet blev 3-2 tilldelades 2 poäng till det vinnande laget och 1 till det förlorande laget. 
Lagens position i respektive grupp bestämdes utifrån (i tur och ordning):
- Poäng
- Antal vunna matcher
- Kvot vunna / förlorade set
- Kvot vunna / förlorade poäng.

## Deltagande lag
I tävlingen deltog elva lag. CV Haris och Voley Playa Madrid var nyuppflyttade från Superliga 2 Femenina de Voleibol. Vóley Murcia drog sig ur spel.
| Klubb                       | Stad                       | Hemmaplan                                    | Föregående säsong                                                 |
| --------------------------- | -------------------------- | -------------------------------------------- | ----------------------------------------------------------------- |
| CV Aguere                   | San Cristóbal de La Laguna | Pabellón de Deportes Tejera                  | 3:a i Superliga; 2:a i slutspelsgruppen (grupp B)                 |
| CV Alcobendas               | Alcobendas                 | Pabellón Luis Buñuel                         | 7:a i Superliga; 3:a i slutspelsgruppen (grupp B)                 |
| CVB Barça                   | Barcelona                  | Complex Esportiu Municipal L'Hospitalet Nord | 6:a i Superliga; 4:a i slutspelsgruppen (grupp B)                 |
| CV Ciutadella               | Ciutadella de Menorca      | Pavelló Municipal d'Esports                  | 4:a i Superliga; 3:a i slutspelsgruppen (grupp A)                 |
| CV Haris                    | San Cristóbal de La Laguna | Centro Deportivo Montañas de Taco            | 2:a i Superliga 2 (grupp A); 1:a uppflyttningsspelet              |
| CV Haro                     | Haro                       | Polideportivo Municipal El Ferial            | 10:a i Superliga                                                  |
| CD Iruña                    | Pamplona                   | Pabellón Universitario de Navarra            | 2:a i Superliga; 1:a i slutspelsgruppen (grupp B); finalist       |
| CV JAV Olímpico             | Las Palmas de Gran Canaria | Centro Insular de Deportes                   | 8:a i Superliga; 2:a i slutspelsgruppen (grupp A)                 |
| CV Logroño                  | Logroño                    | Centro Deportivo Municipal Lobete            | 1:a i Superliga; 1:a i slutspelsgruppen (grupp B); spansk mästare |
| CV Nuestra Señora de la Luz | Arroyo de la Luz           | Pabellón Municipal                           | 9:a i Superliga                                                   |
| Voley Playa Madrid          | Madrid                     | Centro Deportivo Entrevías                   | 1:a i Superliga 2 (grupp B); 2:a uppflyttningsspelet              |

## Turneringen

### Grundserien

#### Resultat[4]
| Första omgången             |                          |     |                            |
|                             |                          |     |                            |
| Lag som inte spelar: Aguere |                          |     |                            |
| 10-10                       | JAV Olímpico - Iruña     | 0-3 | 22-25, 32-34, 19-25        |
| 10-10                       | Haris - Barcellona       | 3-1 | 25-21, 25-22, 22-25, 25-23 |
| 10-10                       | Haro - Playa Madrid      | 3-1 | 25-11, 25-21, 22-25, 25-21 |
| 10-10                       | Ciutadella - Alcobendas  | 3-1 | 25-23, 23-25, 25-21, 25-22 |
| 10-10                       | Nuestra Señora - Logroño | 0-3 | 21-25, 19-25, 16-25        |

| Andra omgången             |                           |     |                                  |
|                            |                           |     |                                  |
| Lag som inte spelar: Iruña |                           |     |                                  |
| 17-10                      | Alcobendas - Haro         | 1-3 | 25-19, 21-25, 22-25, 20-25       |
| 17-10                      | Aguere - Nuestra Señora   | 3-1 | 25-18, 22-25, 25-20, 25-15       |
| 17-10                      | Barcellona - JAV Olímpico | 3-2 | 25-27, 25-21, 25-22, 22-25, 15-9 |
| 17-10                      | Logroño - Ciutadella      | 3-1 | 25-22, 25-11, 21-25, 25-19       |
| 18-10                      | Playa Madrid - Haris      | 1-3 | 31-29, 26-28, 18-25, 23-25       |

| Tredje omgången                   |                           |     |                                   |
|                                   |                           |     |                                   |
| Lag som inte spelar: JAV Olímpico |                           |     |                                   |
| 29-11                             | Haris - Alcobendas        | 3-2 | 12-25, 25-17, 21-25, 25-21, 15-12 |
| 24-10                             | Ciutadella - Aguere       | 1-3 | 14-25, 25-19, 15-25, 21-25        |
| 24-10                             | Nuestra Señora - Iruña    | 2-3 | 25-23, 26-28, 25-19, 22-25, 12-15 |
| 24-10                             | Haro - Logroño            | 1-3 | 22-25, 20-25, 25-16, 21-25        |
| 24-10                             | Barcellona - Playa Madrid | 0-3 | 23-25, 17-25, 23-25               |

| Fjärde omgången                     |                             |     |                                   |
|                                     |                             |     |                                   |
| Lag som inte spelar: Nuestra Señora |                             |     |                                   |
| 31-10                               | Alcobendas - Barcellona     | 3-0 | 27-25, 25-22, 25-22               |
| 31-10                               | Aguere - Haro               | 0-3 | 24-26, 18-25, 26-28               |
| 31-10                               | Iruña - Ciutadella          | 3-0 | 25-21, 25-11, 25-11               |
| 31-10                               | Logroño - Haris             | 3-0 | 25-12, 25-16, 25-20               |
| 01-11                               | Playa Madrid - JAV Olímpico | 2-3 | 25-16, 22-25, 28-26, 23-25, 12-15 |

| Femte omgången                  |                               |     |                            |
|                                 |                               |     |                            |
| Lag som inte spelar: Ciutadella |                               |     |                            |
| 07-11                           | Alcobendas - Madrid           | 3-0 | 25-23, 25-15, 25-10        |
| 07-11                           | JAV Olímpico - Nuestra Señora | 3-0 | 25-21, 25-17, 25-14        |
| 07-11                           | Barcellona - Logroño          | 1-3 | 20-25, 25-21, 11-25, 23-25 |
| 07-11                           | Haris - Aguere                | 3-0 | 26-24, 25-20, 25-22        |
| 07-11                           | Haro - Iruña                  | 1-3 | 23-25, 22-25, 25-16, 23-25 |

| Sjätte omgången           |                             |     |                                   |
|                           |                             |     |                                   |
| Lag som inte spelar: Haro |                             |     |                                   |
| 14-11                     | Aguere - Barcellona         | 2-3 | 18-25, 25-20, 25-14, 29-31, 14-16 |
| 14-11                     | Alcobendas - JAV Olímpico   | 0-3 | 21-25, 22-25, 23-25               |
| 14-11                     | Nuestra Señora - Ciutadella | 1-3 | 22-25, 16-25, 25-15, 18-25        |
| 14-11                     | Iruña - Haris               | 2-3 | 21-25, 25-22, 25-19, 23-25, 8-15  |
| 14-11                     | Logroño - Madrid            | 3-0 | 25-17, 25-17, 25-6                |

| Sjunde omgången            |                           |     |                                   |
|                            |                           |     |                                   |
| Lag som inte spelar: Haris |                           |     |                                   |
| 21-11                      | JAV Olímpico - Ciutadella | 3-1 | 25-15, 25-15, 13-25, 25-20        |
| 21-11                      | Barcellona - Iruña        | 2-3 | 25-20, 25-22, 24-26, 19-25, 6-15  |
| 21-11                      | Alcobendas - Logroño      | 2-3 | 28-26, 28-26, 23-25, 17-25, 10-25 |
| 21-11                      | Haro - Nuestra Señora     | 3-0 | 25-18, 25-18, 25-22               |
| 22-11                      | Playa Madrid - Aguere     | 1-3 | 20-25, 13-25, 25-22, 21-25        |

| Åttonde omgången                |                        |     |                      |
|                                 |                        |     |                      |
| Lag som inte spelar: Barcellona |                        |     |                      |
| 28-11                           | Nuestra Señora - Haris | 0-3 | 21-25, 21-25, 22-25  |
| 28-11                           | Aguere - Alcobendas    | 0-3 | 21-25, 23-25, 21-25  |
| 28-11                           | Ciutadella - Haro      | 0-3 | 22-25, 14-25, 23-25  |
| 28-11                           | Iruña - Playa Madrid   | 3-0 | 25-17, 25-23, 25-13  |
| 28-11                           | Logroño - JAV Olímpico | 3-0 | 25-22, 225-13, 25-11 |

| Nionde omgången             |                             |     |                            |
|                             |                             |     |                            |
| Lag som inte spelar: Madrid |                             |     |                            |
| 05-12                       | JAV Olímpico - Haro         | 0-3 | 19-25, 14-25, 19-25        |
| 05-12                       | Barcellona - Nuestra Señora | 3-1 | 24-26, 29-27, 25-17, 25-22 |
| 05-12                       | Alcobendas - Iruña          | 3-1 | 22-25, 28-26, 25-23, 25-23 |
| 05-12                       | Haris - Ciutadella          | 3-1 | 25-19, 16-25, 25-23, 25-21 |
| 05-12                       | Logroño - Aguere            | 3-0 | 25-20, 25-17, 25-17        |

| Tionde omgången                 |                               |     |                                   |
|                                 |                               |     |                                   |
| Lag som inte spelar: Alcobendas |                               |     |                                   |
| 12-12                           | JAV Olímpico - Aguere         | 3-0 | 25-19, 25-19, 25-11               |
| 12-12                           | Haro - Haris                  | 0-3 | 21-25, 15-25, 22-25               |
| 12-12                           | Ciutadella - Barcellona       | 3-2 | 23-25, 25-18, 25-23, 17-25, 15-13 |
| 12-12                           | Nuestra Señora - Playa Madrid | 3-1 | 25-17, 17-25, 26-24, 25-23        |
| 12-12                           | Iruña - Logroño               | 1-3 | 25-20, 21-25, 21-25, 23-25        |

| Elfte omgången               |                             |     |                                   |
|                              |                             |     |                                   |
| Lag som inte spelar: Logroño |                             |     |                                   |
| 19-12                        | Haris - JAV Olímpico        | 3-1 | 25-19, 25-16, 21-25, 25-20        |
| 19-12                        | Playa Madrid - Ciutadella   | 2-3 | 33-35, 26-24, 20-25, 25-23, 10-15 |
| 08-12                        | Alcobendas - Nuestra Señora | 3-1 | 22-25, 29-27, 25-16, 25-17        |
| 19-12                        | Barcellona - Haro           | 1-3 | 25-21, 18-25, 16-25, 16-25        |
| 19-12                        | Aguere - Iruña              | 0-3 | 19-25, 19-25, 23-25               |

| Tolfte omgången             |                          |     |                     |
|                             |                          |     |                     |
| Lag som inte spelar: Aguere |                          |     |                     |
| 13-01                       | Iruña - JAV Olímpico     | 3-0 | 25-23, 25-17, 25-22 |
| 14-01                       | Barcellona - Haris       | 0-3 | 25-22, 25-18, 25-13 |
| 13-01                       | Playa Madrid - Haro      | 0-3 | 13-25, 16-25, 24-26 |
| 13-01                       | Alcobendas - Ciutadella  | 3-0 | 25-22, 25-16, 25-19 |
| 19-12                       | Logroño - Nuestra Señora | 3-0 | 25-17, 25-21, 25-23 |

| Trettonde omgången         |                           |     |                            |
|                            |                           |     |                            |
| Lag som inte spelar: Iruña |                           |     |                            |
| 16-01                      | Haro - Alcobendas         | 3-1 | 23-25, 25-18, 25-13, 25-9  |
| 16-01                      | Nuestra Señora - Aguere   | 1-3 | 25-19, 23-25, 18-25, 23-25 |
| 16-01                      | JAV Olímpico - Barcellona | 3-0 | 25-20, 25-18, 25-15        |
| 16-01                      | Ciutadella - Logroño      | 0-3 | 23-25, 21-25, 19-25        |
| 28-02                      | Haris - Playa Madrid      | 3-0 | 25-16, 25-18, 27-25        |

| Fjortonde omgången                |                           |     |                                   |
|                                   |                           |     |                                   |
| Lag som inte spelar: JAV Olímpico |                           |     |                                   |
| 23-01                             | Alcobendas - Haris        | 3-1 | 25-22, 27-29, 25-23, 25-20        |
| 23-01                             | Aguere - Ciutadella       | 2-3 | 18-25, 25-16, 27-25, 22-25, 11-15 |
| 23-01                             | Iruña - Nuestra Señora    | 3-0 | 25-14, 25-9, 27-25                |
| 23-01                             | Logroño - Haro            | 3-1 | 23-25, 25-20, 25-10, 25-18        |
| 24-01                             | Playa Madrid - Barcellona | 0-3 | 25-18, 25-16, 25-14               |

| Femtonde omgången                   |                             |     |                                   |
|                                     |                             |     |                                   |
| Lag som inte spelar: Nuestra Señora |                             |     |                                   |
| 30-01                               | Barcellona - Alcobendas     | 2-3 | 18-25, 25-22, 29-31, 25-14, 15-17 |
| 30-01                               | Haro - Aguere               | 3-2 | 28-26, 19-25, 21-25, 25-18, 16-14 |
| 30-01                               | Ciutadella - Iruña          | 3-1 | 21-25, 26-24, 25-23, 25-19        |
| 30-01                               | Haris - Logroño             | 0-3 | 17-25, 18-25, 15-25               |
| 30-01                               | JAV Olímpico - Playa Madrid | 3-1 | 25-21, 22-25, 25-14, 28-26        |

| Sextonde omgången               |                               |     |                                   |
|                                 |                               |     |                                   |
| Lag som inte spelar: Ciutadella |                               |     |                                   |
| 14-02                           | Playa Madrid - Alcobendas     | 1-3 | 25-17, 21-25, 19-25, 19-25        |
| 13-02                           | Nuestra Señora - JAV Olímpico | 3-2 | 21-25, 25-15, 25-23, 20-25, 15-13 |
| 13-02                           | Logroño - Barcellona          | 3-0 | 25-19, 25-22, 25-18               |
| 13-02                           | Aguere - Haris                | 2-3 | 25-21, 20-25, 28-26, 13-25, 11-15 |
| 13-02                           | Iruña - Haro                  | 3-2 | 19-25, 13-25, 25-22, 25-22, 15-11 |

| Sjuttonde omgången        |                             |     |                                   |
|                           |                             |     |                                   |
| Lag som inte spelar: Haro |                             |     |                                   |
| 20-02                     | Barcellona - Aguere         | 1-3 | 18-25, 25-21, 12-25, 20-25        |
| 20-02                     | JAV Olímpico - Alcobendas   | 0-3 | 25-27, 23-25, 14-25               |
| 20-02                     | Ciutadella - Nuestra Señora | 3-0 | 25-15, 25-22, 25-16               |
| 20-02                     | Haris - Iruña               | 2-3 | 20-25, 25-22, 25-22, 23-25, 14-16 |
| 21-02                     | Playa Madrid - Logroño      | 0-3 | 19-25, 13-25, 13-25               |

| Artonde omgången           |                           |     |                                   |
|                            |                           |     |                                   |
| Lag som inte spelar: Haris |                           |     |                                   |
| 27-02                      | Ciutadella - JAV Olímpico | 1-3 | 16-25, 25-23, 13-25, 19-25        |
| 27-02                      | Iruña - Barcellona        | 3-0 | 25-16, 25-17, 25-16               |
| 27-02                      | Logroño - Alcobendas      | 3-0 | 25-12, 25-21, 25-18               |
| 27-02                      | Nuestra Señora - Haro     | 2-3 | 25-22, 25-18, 22-25, 22-25, 12-25 |
| 27-02                      | Aguere - Madrid           | 1-3 | 14-25, 18-25, 25-18, 12-25        |

| Nittonde omgången               |                        |     |                                   |
|                                 |                        |     |                                   |
| Lag som inte spelar: Barcellona |                        |     |                                   |
| 05-03                           | Haris - Nuestra Señora | 3-1 | 25-22, 25-23, 17-25, 25-18        |
| 05-03                           | Alcobendas - Aguere    | 3-1 | 20-25, 25-15, 25-16, 25-21        |
| 05-03                           | Haro - Ciutadella      | 3-0 | 25-23, 25-20, 25-13               |
| 06-03                           | Playa Madrid - Iruña   | 3-2 | 20-25, 25-23, 19-25, 25-20, 15-12 |
| 05-03                           | JAV Olímpico - Logroño | 0-3 | 14-25, 17-25, 13-25               |

| Tjugonde omgången           |                             |     |                                   |
|                             |                             |     |                                   |
| Lag som inte spelar: Madrid |                             |     |                                   |
| 12-03                       | Haro - JAV Olímpico         | 3-2 | 22-25, 25-16, 23-25, 25-19, 15-12 |
| 12-03                       | Nuestra Señora - Barcellona | 3-1 | 25-20, 28-26, 24-26, 25-20        |
| 12-03                       | Iruña - Alcobendas          | 0-3 | 22-25, 19-25, 21-25               |
| 12-03                       | Ciutadella - Haris          | 0-3 | 18-25, 21-25, 22-25               |
| 12-03                       | Aguere - Logroño            | 0-3 | 13-25, 18-25, 18-25               |

| Tjugoförsta omgången            |                               |     |                            |
|                                 |                               |     |                            |
| Lag som inte spelar: Alcobendas |                               |     |                            |
| 19-03                           | Aguere - JAV Olímpico         | 1-3 | 21-25, 15-25, 25-19, 28-30 |
| 19-03                           | Haris - Haro                  | 3-0 | 28-26, 25-17, 25-17        |
| 19-03                           | Barcellona - Ciutadella       | 1-3 | 25-21, 23-25, 20-25, 23-25 |
| 19-03                           | Playa Madrid - Nuestra Señora | 3-1 | 19-25, 25-17, 26-24, 25-19 |
| 19-03                           | Logroño - Iruña               | 3-0 | 25-17, 25-11, 25-20        |

| Tjugoandra omgången          |                             |     |                                   |
|                              |                             |     |                                   |
| Lag som inte spelar: Logroño |                             |     |                                   |
| 02-04                        | JAV Olímpico - Haris        | 2-3 | 19-25, 19-25, 25-19, 25-19, 13-25 |
| 02-04                        | Ciutadella - Madrid         | 3-1 | 25-21, 25-20, 20-25, 25-19        |
| 02-04                        | Nuestra Señora - Alcobendas | 2-3 | 25-22, 16-25, 28-26, 15-25, 13-15 |
| 02-04                        | Haro - Barcellona           | 3-1 | 22-25, 25-14, 25-18, 26-24        |
| 02-04                        | Iruña - Aguere              | 3-2 | 19-25, 25-14, 22-25, 25-14, 15-6  |

#### Sluttabell[5]
| Pos. | Lag                         | Pt | G  | V  | P  | VS | FS | Kvot  | VP    | FP    | Kvot  |
| ---- | --------------------------- | -- | -- | -- | -- | -- | -- | ----- | ----- | ----- | ----- |
| 1.   | CV Logroño                  | 59 | 20 | 20 | 0  | 60 | 7  | 8,571 | 1 643 | 1 227 | 1,339 |
| 2.   | CV Haris                    | 45 | 20 | 16 | 4  | 51 | 25 | 2,040 | 1 732 | 1 628 | 1,063 |
| 3.   | CV Haro                     | 40 | 20 | 14 | 6  | 47 | 29 | 1,620 | 1 739 | 1 574 | 1,104 |
| 4.   | CV Alcobendas               | 39 | 20 | 13 | 7  | 46 | 30 | 1,533 | 1 733 | 1 664 | 1,041 |
| 5.   | CD Iruña                    | 36 | 20 | 13 | 7  | 46 | 32 | 1,437 | 1 753 | 1 639 | 1,069 |
| 6.   | CV JAV Olímpico             | 30 | 20 | 9  | 11 | 36 | 39 | 0,923 | 1 614 | 1 641 | 0,983 |
| 7.   | CV Ciutadella               | 24 | 20 | 9  | 11 | 32 | 44 | 0,727 | 1 611 | 1 730 | 0,931 |
| 8.   | CV Aguere                   | 20 | 20 | 5  | 15 | 28 | 50 | 0,560 | 1 628 | 1 752 | 0,929 |
| 9.   | CVB Barça                   | 13 | 20 | 4  | 16 | 25 | 53 | 0,471 | 1 641 | 1 810 | 0,906 |
| 10.  | Voley Playa Madrid          | 13 | 20 | 4  | 16 | 23 | 52 | 0,442 | 1 536 | 1 760 | 0,872 |
| 11.  | CV Nuestra Señora de la Luz | 11 | 20 | 3  | 17 | 22 | 55 | 0,400 | 1 604 | 1 809 | 0,886 |

      Kvalificerade för slutspel.
      Nedflyttade till Superliga 2.

### Slutspel

#### Spelschema
|  | Semifinaler | Semifinaler   | Semifinaler | Semifinaler | Semifinaler | Semifinaler | Semifinaler |            |   | Final | Final | Final | Final | Final | Final | Final |  |
|  |             |               |             |             |             |             |             |            |   |       |       |       |       |       |       |       |  |
|  | 1           | CV Logroño    | 3           | 3           | 3           |             |             |            |   |       |       |       |       |       |       |       |  |
|  | 1           | CV Logroño    | 3           | 3           | 3           |             |             |            |   |       |       |       |       |       |       |       |  |
|  | 1           | CV Alcobendas | 0           | 1           | 0           |             |             |            |   |       |       |       |       |       |       |       |  |
|  | 1           | CV Alcobendas | 0           | 1           | 0           |             | 1           | CV Logroño | 3 | 3     | 3     |       |       |       |       |       |  |
|  |             |               |             |             |             |             |             | CV Logroño | 3 | 3     | 3     |       |       |       |       |       |  |
|  |             |               | 2           | CV Haris    | 0           | 2           | 1           |            |   |       |       |       |       |       |       |       |  |
|  | 2           | CV Haris      | 2           | CV Haris    | 0           | 2           | 1           | 3          | 2 | 1     | 3     | 3     |       |       |       |       |  |
|  | 2           | CV Haris      |             |             |             |             |             |            |   |       |       | 3     |       |       |       |       |  |
|  | 3           | CV Haro       | 2           | 3           | 3           | 2           | 0           |            |   |       |       |       |       |       |       |       |  |

#### Resultat[4]

##### Semifinaler
| Match 1 |                      |     |                                  |
|         |                      |     |                                  |
| 09-04   | Logroño - Alcobendas | 3-0 | 25-21, 25-21, 25-17              |
| 09-04   | Haris - Haro         | 3-2 | 23-25, 27-25, 28-26, 19-25, 15-9 |

| Match 2 |                      |     |                                  |
|         |                      |     |                                  |
| 10-04   | Logroño - Alcobendas | 3-1 | 25-21, 25-16, 23-25, 25-22       |
| 10-04   | Haris - Haro         | 2-3 | 25-16, 15-25, 30-28, 4-25, 10-15 |

| Match 3 |                      |     |                            |
|         |                      |     |                            |
| 16-04   | Alcobendas - Logroño | 0-3 | 22-25, 19-25, 19-25        |
| 16-04   | Haro - Haris         | 3-1 | 25-20, 25-23, 22-25, 25-18 |

| Match 4 |              |     |                                  |
|         |              |     |                                  |
| 17-04   | Haro - Haris | 2-3 | 26-24, 18-25, 20-25, 25-19, 8-15 |

| Match 5 |              |     |                     |
|         |              |     |                     |
| 20-04   | Haris - Haro | 3-0 | 25-16, 25-22, 25-23 |

##### Final
| Match 1 |                 |     |                     |
|         |                 |     |                     |
| 23-04   | Logroño - Haris | 3-0 | 25-14, 25-19, 25-20 |

| Match 2 |                 |     |                                  |
|         |                 |     |                                  |
| 24-04   | Logroño - Haris | 3-2 | 23-25, 22-25, 25-21, 25-12, 15-8 |

| Match 3 |                 |     |                            |
|         |                 |     |                            |
| 30-04   | Haris - Logroño | 1-3 | 20-25, 11-25, 25-22, 17-25 |

## Resultat för deltagande i andra turneringar
| Lag                         | Turnering                   |
| --------------------------- | --------------------------- |
| CV Logroño                  | CEV Challenge Cup 2016–2017 |
| CV Haris                    | CEV Challenge Cup 2016–2017 |
| CV Nuestra Señora de la Luz | Superliga 2 2016-17         |

## Statistik[6]
| Vunna poäng | Vunna poäng       | Vunna poäng | Vunna poäng   |
| Pos.        | Namn              | Poäng       | Lag           |
| ----------- | ----------------- | ----------- | ------------- |
| 1           | Rocio Gómez       | 412         | CV Haro       |
| 2           | Janine Sandell    | 408         | CV Haris      |
| 3           | Maira Westergaard | 388         | CV Haro       |
| 4           | Esther Rodríguez  | 356         | CV Alcobendas |
| 5           | Patricia Suárez   | 350         | CV Haris      |
| 6           | Helia González    | 349         | CV Logroño    |
| 7           | Brankica Nikić    | 326         | CD Iruña      |
| 8           | Noelia Sánchez    | 323         | CV Haris      |
| 9           | Nerea Sánchez     | 315         | CVB Barça     |
| 10          | Diana Sánchez     | 299         | CD Iruña      |

| Vunna attacker | Vunna attacker    | Vunna attacker | Vunna attacker |
| Pos.           | Namn              | Poäng          | Lag            |
| -------------- | ----------------- | -------------- | -------------- |
| 1              | Janine Sandell    | 348            | CV Haris       |
| 2              | Rocio Gómez       | 346            | CV Haro        |
| 3              | Esther Rodríguez  | 311            | CV Alcobendas  |
| 4              | Maira Westergaard | 308            | CV Haro        |
| 5              | Patricia Suárez   | 288            | CV Haris       |
| 6              | Brankica Nikić    | 283            | CD Iruña       |
| 7              | Noelia Sánchez    | 270            | CV Haris       |
| 8              | Nerea Sánchez     | 269            | CVB Barça      |
| 9              | Helia González    | 266            | CV Logroño     |
| 10             | Diana Sánchez     | 260            | CD Iruña       |

| Vunna block | Vunna block           | Vunna block | Vunna block                 |
| Pos.        | Namn                  | Poäng       | Lag                         |
| ----------- | --------------------- | ----------- | --------------------------- |
| 1           | Fernanda Gritzbach    | 85          | CV Logroño                  |
| 2           | Daysa Delgado         | 82          | CV Haris                    |
| 3           | Camila Maldonado      | 74          | CVB Barça                   |
| 4           | Danijela Nikić        | 68          | CD Iruña                    |
| 5           | Rosalía Alonso-Mañero | 66          | CV Ciutadella               |
| 6           | Flavia Dias           | 64          | CV Haris                    |
| 7           | Mame Diouf            | 61          | CV Aguere                   |
| 7           | María Schlegel        | 61          | CV Haro                     |
| 9           | Sokhna Gueye          | 59          | CV Aguere                   |
| 10          | Jéssica Soares        | 58          | CV Nuestra Señora de la Luz |

| Serveess | Serveess          | Serveess | Serveess                    |
| Pos.     | Namn              | Poäng    | Lag                         |
| -------- | ----------------- | -------- | --------------------------- |
| 1        | Maira Westergaard | 53       | CV Haro                     |
| 2        | Helia González    | 50       | CV Logroño                  |
| 3        | Saray Manzano     | 34       | CV JAV Olímpico             |
| 4        | Janine Sandell    | 31       | CV Haris                    |
| 5        | Marta Fraile      | 30       | CV Haris                    |
| 6        | Silvia Bedmar     | 26       | CD Iruña                    |
| 7        | Alicia de Blas    | 25       | CV Alcobendas               |
| 7        | Sofía Elízaga     | 25       | CV Alcobendas               |
| 9        | Yohana Rodríguez  | 24       | CV Nuestra Señora de la Luz |
| 9        | Raquel Brun       | 24       | CV Ciutadella               |